# عبد السلام الخمليشي
عبد السلام الخمليشي (16 مارس 1948 بمدينة الحسيمة) بروفسور وطبيب أخصائي في جراحة الدماغ والاعصاب بمستشفى التخصصات بالرباط ومدير المركز المرجعي بالرباط لتكوين جراحي الدماغ والاعصاب الافارقة الشباب ورئيس مؤسسة الحسن الثاني لوقاية ومكافحة أمراض الجهاز العصبي.

## نشأته
ولد بمدينة الحسيمة في 16 مارس 1948 تلقى تعليمه الأساسي يتطوان والثانوي بالرباط قبل أن يحصل على الدكتوراة في الطب من جامعة محمد الخامس بالرباط سنة 1974.
يعتبر البروفسور عبد السلام الخمليشي رئيس مصلحة جراحة الدماغ والاعصاب بمستشفى التخصصات بالرباط ومدير المركز المرجعي بالرباط لتكوين جراحي الدماغ والاعصاب الافارقة الشباب ورئيس مؤسسة الحسن الثاني لوقاية ومكافحة أمراض الجهاز العصبي. تم انتخابه البروفسور رئيسا شرفيا مدى الحياة بالفدرالية العالمية لجمعيات جراحي الدماغ والاعصاب. وتضم هذه الفدرالية جمعيات جراحي الدماغ والاعصاب وطنية وإقليمية ودولية من 120 دولة وبما مجموعه 27 ألف جراح عضو. وتم انتخابه بالاجماع لهذا المنصب نظرا لنشاطه المتواصل على مدى أكثر من عقدين داخل هذه الفدرالية.

## من بين المناصب التي شغلها
- مندوبا للجمعية المغربية لجراحة الدماغ والاعصاب لدى اللجنة التنفيذية للفدرالية (1988-1996).
- النائب الثاني لرئيس الفدرالية (1997-2001).
- رئيسا للمؤتمر العالمي الثامن لجراحة الدماغ والاعصاب الذي نظمته الفدرالية بمراكش (2002-2005).
- منسق اللجان العلمية للفدرالية (2006-2010).

حصل البروفسور عبد السلام الخمليشي على جائزة المؤسسة الدولية للبحث في علوم الدماغ والأعصاب، والتي تتخذ من ألمانيا مقرا لها سنة 2014 .

## مؤلفاته
صدر للدكتور عبد السلام الخمليشي كتاب يحمل عنوان مراكز استشفائية جامعية في أزمة: تكوين طبي في خطر ويعتبر هذا المؤلف وصف موضوعي لحالة مراكزنا الاستشفائية الجامعية مع مقترحات حلول، من أجل إصلاح عميق لهذه المراكز ولنظامنا الصحي برمته.